# Heeria argentea
Heeria argentea là một loài thực vật có hoa trong họ Đào lộn hột. Loài này được Meisn. mô tả khoa học đầu tiên.